# Aproceros leucopoda
Tenthrède en zigzag de l'orme
Espèce
Aproceros leucopoda, la Tenthrède en zigzag de l'orme,, est une espèce d'insectes hyménoptères du sous-ordre des Symphytes et de la famille des Argidae. Originaire d'Asie orientale, elle est introduite accidentellement en Europe au début du XXIe siècle. Il s'agit d'un insecte ravageur oligophage dont la larve se nourrit exclusivement de feuilles d'Ormes.

## Taxinomie
La famille des Argidae comprend environ 900 espèces, dont une dizaine, toutes originaires d'Extrême-Orient, est rattachée au genre Aproceros. Le genre apparenté Aprosthema, compte quelques espèces principalement indigènes d'Europe centrale mais reste mal défini du fait de sa rareté.
Son épithète spécifique, leucopoda (« aux pattes blanches »), se réfère à l'aspect des pattes, qui sont remarquablement claires et brillantes.

## Description

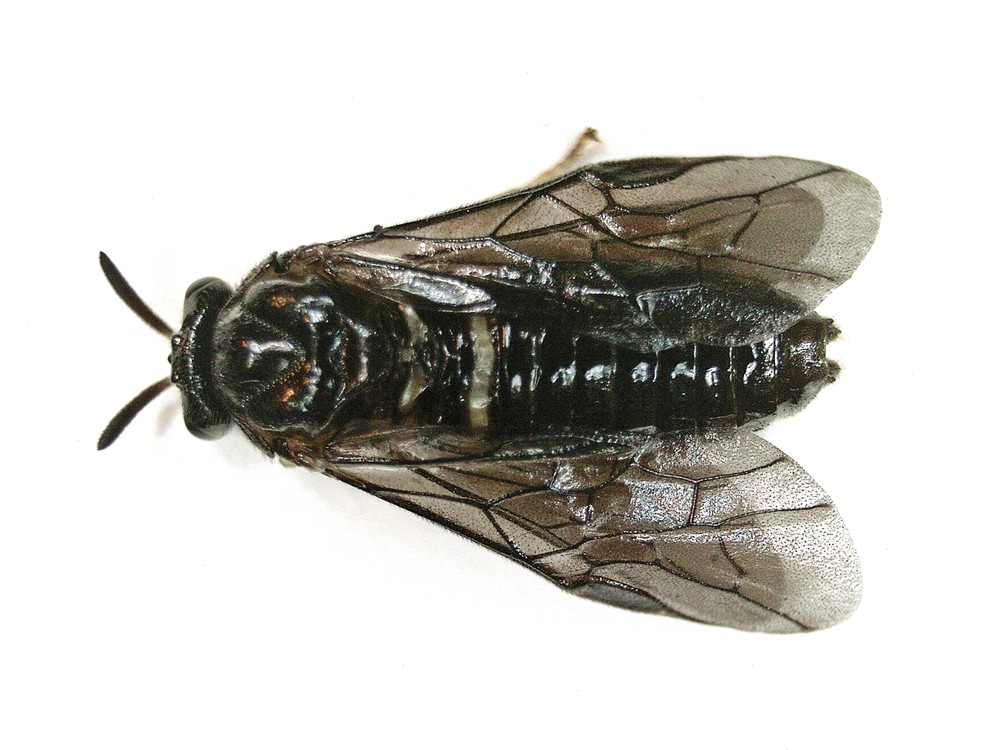
La Tenthrède en zigzag de l'orme (Pays-Bas).

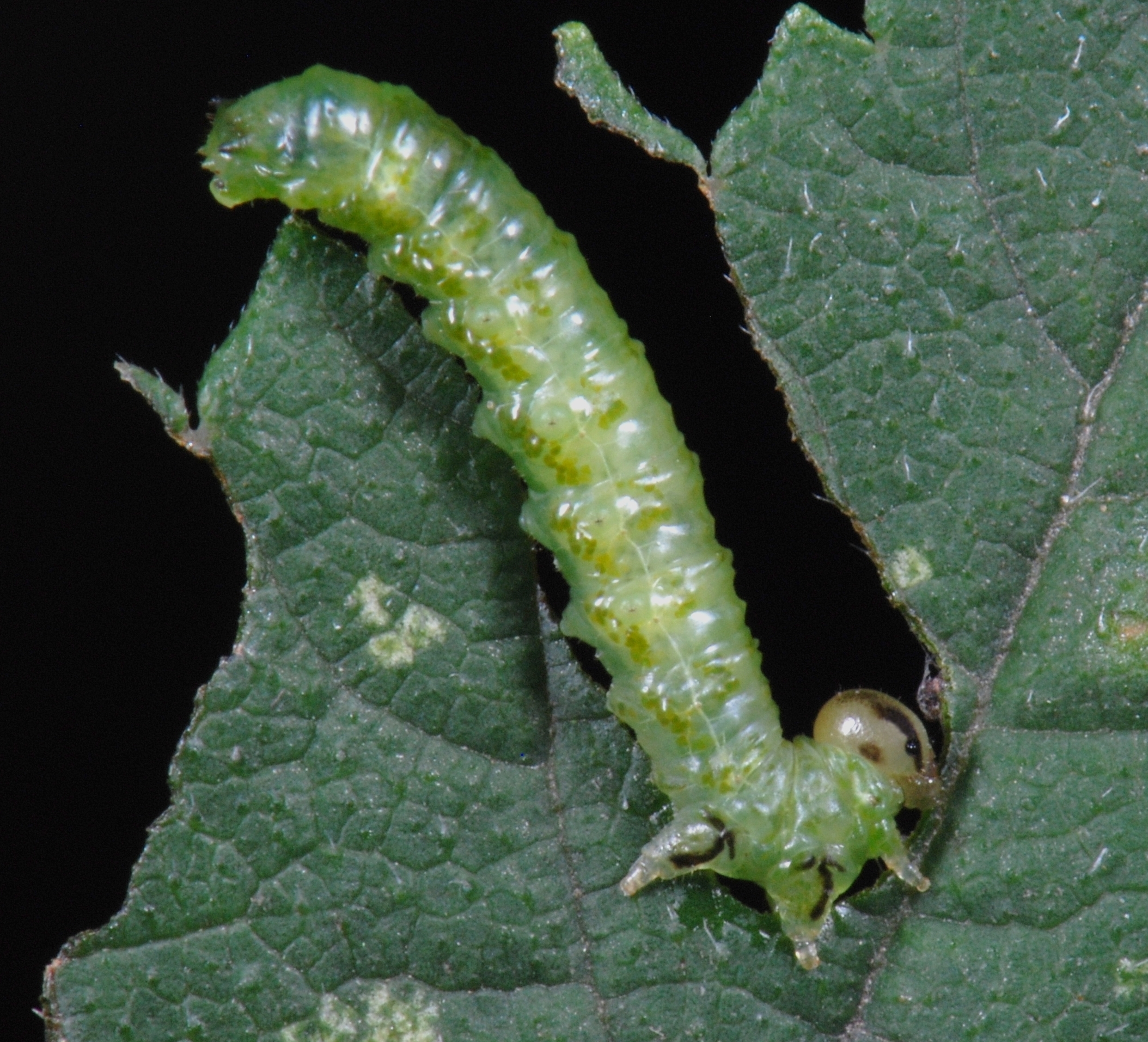
Larve de la Tenthrède en zigzag de l'orme.

L'imago, plutôt trapu, mesure 6 mm de long. Sa tête, son thorax et son abdomen sont noir brillant. Ses ailes sont enfumées, et toutes leurs nervures ainsi que leur ptérostigma sont noirs. Ses pattes sont blanc jaunâtre, l'apex de l'ensemble des tarses étant maculé de noir tout comme le haut des fémurs antérieurs.
Comme l'ensemble des espèces de la famille des Argidae, Aproceros leucopoda possède des antennes composées de trois articles. Il partage avec le genre Aprosthema la cellule radiale de ses ailes ouverte dans sa partie supérieure et s'en différencie par une cellule anale ouverte alors qu'elle est fermée par une deuxième nervure anale chez Aprosthema.

## Répartition
Originaire d'Asie, A. leucopoda est documenté en 2003 dans le sud de la Pologne et dans le nord de la Hongrie. En 2010, il s'était propagé dans une zone allant de l'Ukraine à l'Italie, et de la Roumanie jusqu'à Varsovie,. Aproceros leucopoda est découvert en Allemagne à Passau (Bavière) en 2011. En 2013 et 2014, on le trouve dans les lander de Berlin, Brandebourg, Mecklembourg-Poméranie-Occidentale, Saxe et Saxe-Anhalt,, ainsi qu'en Belgique et aux Pays-Bas.
Son introduction en Amérique du Nord est confirmée en 2020. 

## Cycle biologique

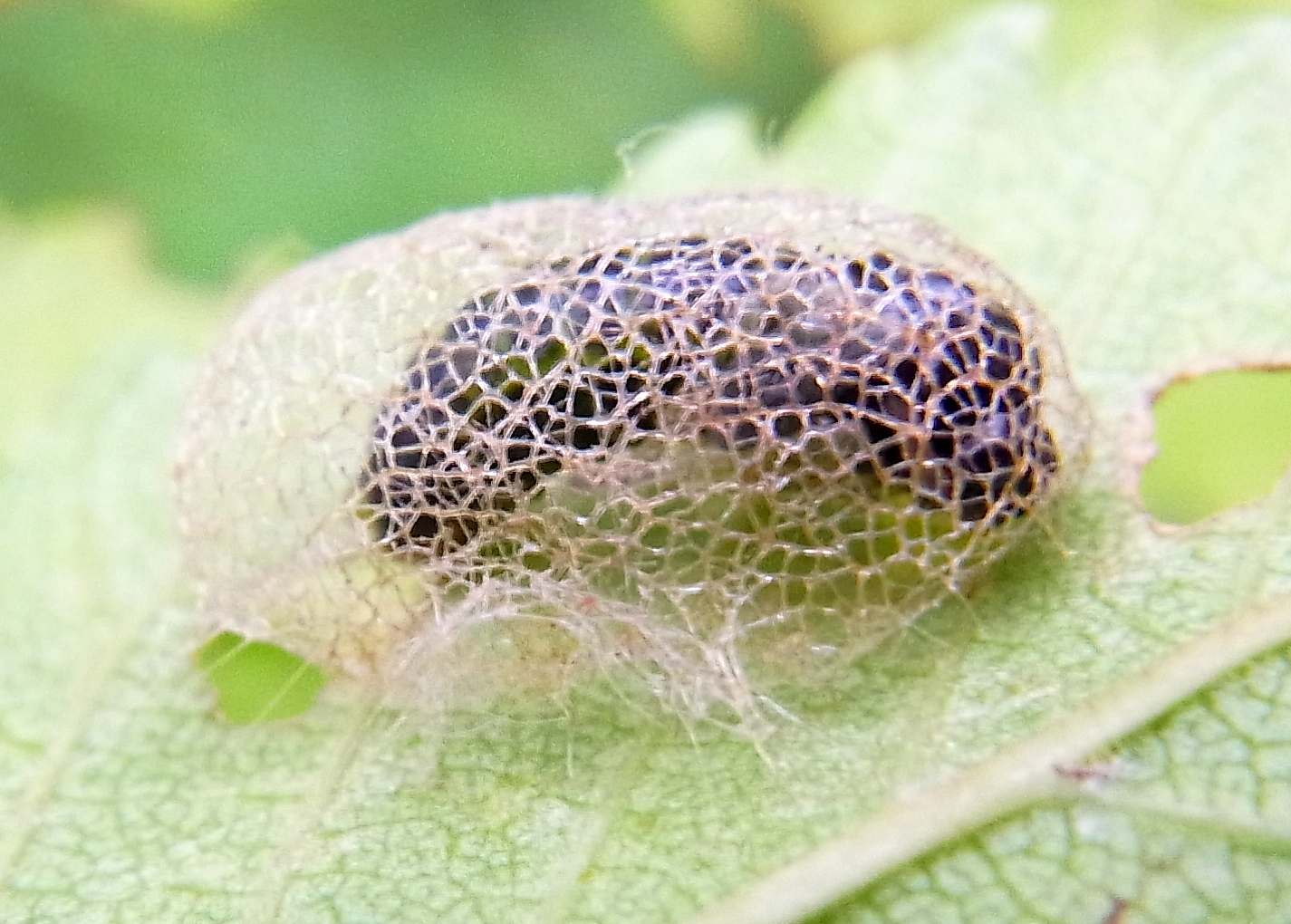
Cocon réticulée de la génération d'été fixé sur la face inférieure d'une feuille.

Aproceros leucopoda  est une espèce multivoltine qui produit de deux à quatre générations par an, selon les régions. Les imagos apparaissent à la mi-mai à fin mai, de début juillet à la mi-juillet, début août et début septembre. Les générations d'été ont un cycle de vie très court. Le cycle biologique complet, de la ponte à l'éclosion des imagos, nécessite de 24 à 29 jours. En laboratoire, la durée de vie des imagos femelles varie de 1 à 6 jours. Toujours dans le cadre expérimental, elles produisent des œufs femelles sans copulation, ce qui suggère que cette espèce se reproduit par parthénogenèse thélytoque.

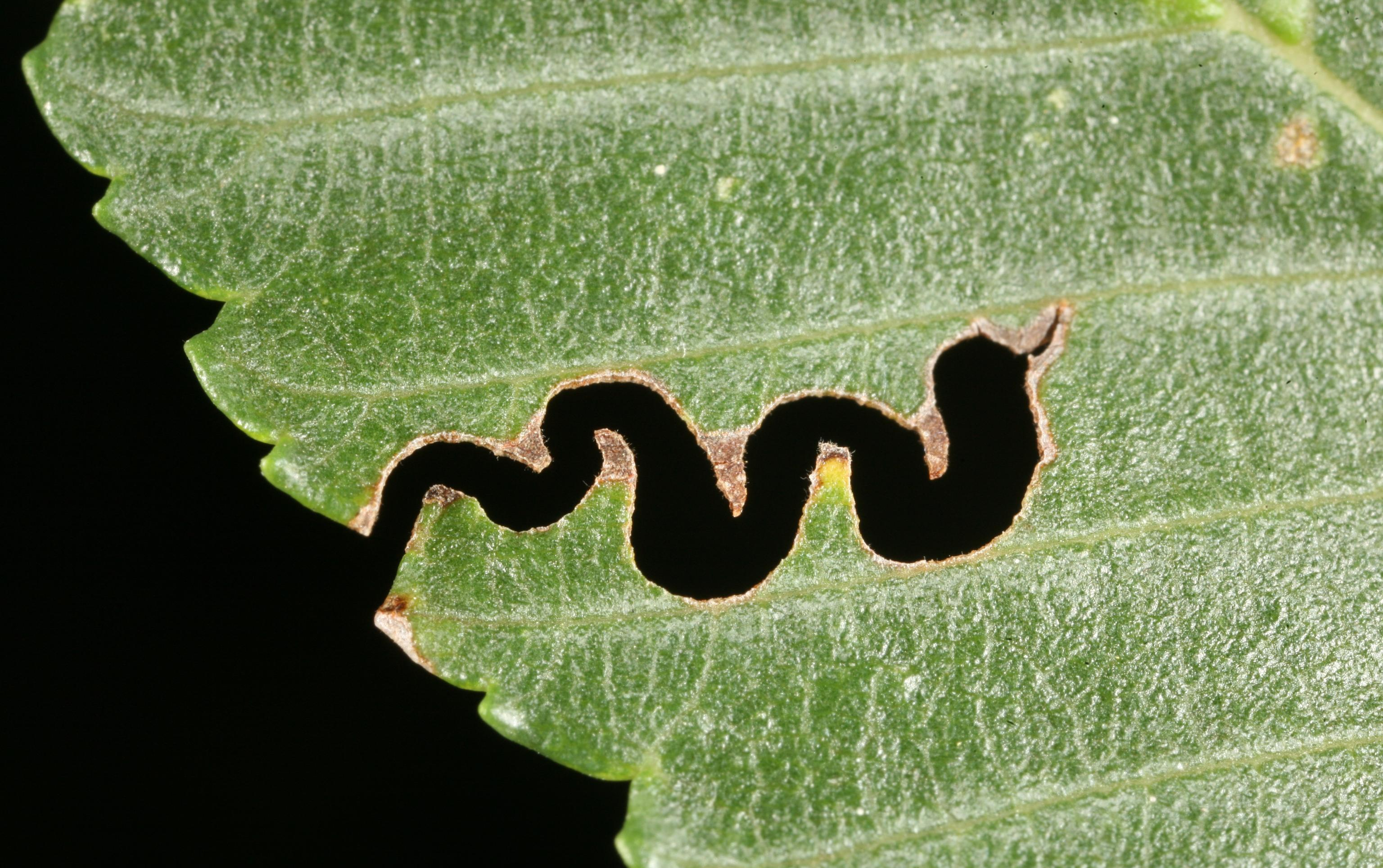
Découpe en zigzag créée par une larve dans une feuille d'orme.

La ponte commence dès l'éclosion des femelles. Celles-ci pondent jusqu'à une cinquantaine d'œufs, déposés isolés sur la pointe des dents près de la marge dentelée des feuilles d'ormes. Les larves du premier stade éclosent au bout de quatre à huit jours et commencent immédiatement à consommer le limbe de la feuille, en se dirigeant vers la nervure médiane. Elles tracent une découpe caractéristique en zigzag. Le développement larvaire comprend six stades et se déroule en 15 à 18 jours. 
Les larves des derniers stades dévorent la totalité des feuilles, à l'exception de la nervure centrale plus épaisse, si bien que les ormes infestés peuvent se trouver totalement défoliés.
Les cocons dans lesquels les larves se nymphosent sont fixés directement sous les feuilles des ormes. Ceux des générations d'été sont lâchement tissés avec une structure réticulée et sont beaucoup moins denses que ceux de la génération d'hiver. La nymphose se produit de deux à trois jours après la formation du cocon, après quoi une nouvelle génération de tenthrèdes peut éclore au bout de quatre à sept jours. Les cocons d'hivernage de la dernière génération, tissés solidement, sont formés d'un réseau dense de fils de soie et hivernent dans le sol ou dans une litière de feuilles mortes.